# Wedoquella denticulata
Wedoquella denticulata is een spinnensoort in de taxonomische indeling van de springspinnen (Salticidae).
Het dier behoort tot het geslacht Wedoquella. De wetenschappelijke naam van de soort werd voor het eerst geldig gepubliceerd in 1984 door María Elena Galiano.